# Bergmierpitta
De bergmierpitta (Grallaria quitensis) is een zangvogel uit de familie Grallariidae (mierpitta's).De vogel werd in 1844 geldig beschreven door de Franse natuuronderzoeker  René-Primevère Lesson.

## Kenmerken
De vogel is 16 tot 18 cm lang en egaal bruin gekleurd, van boven donkerbruin en van onder licht taankleuring.

## Verspreiding en leefgebied
De vogel komt voor in de Andes in een smalle noord-zuid lopend strook in Midden-Colombia en Ecuador in een zone tussen de 2200 en 4500 meter boven zeeniveau in vochtige gebieden met grasland, struikgewas en bos op de boomgrens (elfin forest). Het leefgebied ligt bij voorkeur in de buurt van meren en moerassen. De vogel waagt zich, zelfs overdag ook in open gebied.

## Status
De grootte van de populatie is niet gekwantificeerd maar de soort wordt omschreven als algemeen. Op de Rode lijst van de IUCN heeft deze soort de status niet bedreigd.